# Paspalum
Paspalum là một chi thực vật có hoa trong họ Hòa thảo (Poaceae).

## Loài
Chi Paspalum gồm các loài: